# ランゴルサイム
ランゴルサイム （Lingolsheim、アルザス語:Lengelse）は、フランス、グラン・テスト地域圏、バ＝ラン県のコミューン。

## 地理
ストラスブールと接する。
ストラスブール・トラムB線、モルスアイム＝ストラスブール＝セレスタ路線が通る。ストラスブールの西側および南西側にあるため、A35がストラスブールから通じる。

## 歴史
ランゴルサイムは先史時代の遺跡が豊富である。考古学者たちは多くのネクロポリスのみならず葬祭場も発見し、住民とその伝統を見つけている。
1910年から1936年までの間に考古学者ロベール・フォレールが発見した先史時代の遺跡は数多い。
ローマ時代の遺跡は多くないが、中世の遺構は多い。メロヴィング朝の墓は6世紀から7世紀のものである。
まちの名が初めて現れたのは12世紀、Lingolsvesheimとしてであった。その後Lingolsvisheim、さらにLingolslzheimとなり、1620年以降現在のつづりとなっている。
1525年、村はドイツ農民戦争の犠牲となった。そして2度の大火が起こり火の通った進路すべて焼き尽くされた。三十年戦争中の1621年に最初の大火、1675年のエンツハイムの戦いが2度目の大火であった。
宗教改革までのランゴルサイムは、3本の十字架への巡礼によって15世紀に最大の繁栄を体験した。
1871年のドイツ併合後、村の近代化が急速に進んだ。人口が増え、経済構造が変わり、都市化が進んだ。この近代化は、製革業のアドラー・オッペンハイマー社が19世紀終わりにランゴルサイムに移り、ビジネスが急速に発展したことで可能になった。ランゴルサイムは「革の一大都市」（métropole du cuir）と呼ばれた。1914年には2000人の労働者が企業に雇用されていた。
第一次世界大戦後、アルザスはフランスに復帰し、製革業の工場はタンヌリー・ド・フランス社に乗っ取られた。また、この時期には採石場がつくられた。紅白の砂が含まれるランゴルサイムの豊かな土壌は19世紀後半以降、集中的に採集された。
第二次世界大戦は先の大戦と異なりランゴルサイムに被害をもたらした。危険が差し迫った製革業者はレンヌへ避難した。製革業の工場はタンク修理の重要な工場に転換された。ランゴルサイムは数回の空爆の被害に遭っている。

## 経済
メキシコのセメント、建設資材企業、セメックスの工場がある。

## 人口統計
| 1962年 | 1968年 | 1975年 | 1982年 | 1990年 | 1999年 | 2006年 | 2007年 |
| ------ | ------ | ------ | ------ | ------ | ------ | ------ | ------ |
| 7738   | 8287   | 10479  | 14688  | 16480  | 16860  | 16784  | 16954  |

参照元:INSEE